# Lars Grahn (förläggare)
Lars Grahn, född 1941, är en svensk litteraturkritiker och förläggare.
Lars Grahn var redaktör för Bonniers litterära magasin 1977–82, har varit lärare på Journalisthögskolan i Stockholm och var chef för Natur och Kultur 1989–2005. Han har därefter varit redaktör på Respons.